# Farrah Fawcett
Farrah Fawcett (2. února 1947 Corpus Christi, Texas – 25. června 2009 Santa Monica Kalifornie) byla americká filmová a televizní herečka proslavená zejména televizním seriálem Charlieho andílci ze 70. let. Zároveň je díky svému vzhledu považovaná za jeden ze symbolů popkultury.

## Dětství a mládí
Narodila se jako Ferrah Leni Fawcettová v Corpus Christi v Texasu v USA jako mladší ze dvou dcer v rodině s francouzskými, anglickými a indiánskými předky. Základní vzdělání získala ve farní škole sv. Patrika v Corpus Christi. V Corpus Christi dále ukončila v roce 1965 vyšší školu. V letech 1966 až 1969 studovala na University of Texas. V prvním ročníku se stala školní královnou krásy, což významně nasměrovalo její kariéru, neboť její fotografie byla umístěna do hereckého rejstříku.

## Profesní kariéra
Na televizních obrazovkách se zpočátku objevovala jako modelka v reklamách na spotřební zboží. První významnější roli získala v seriálu I Dream of Jeannie (1965). Následovalo hostování v seriálech Owen Marshall: Counselor at Law (1971) či v The Six Million Dollar Man (1974–1976).
V roce 1976 se objevila ve filmu Charlieho andílci v roli vyšetřovatelky Jill Munroe. Díky úspěchu filmu byl následně natočen stejnojmenný seriál, který se vysílal v letech 1976–1981. Účast ve filmu a seriálu byla pro Fawcettovou nejvýznamnějším zlomem v její kariéře a zařadila ji mezi hvězdy. V roce 1976 hrála i v dalším úspěšném filmu Loganův útěk po boku Michaela Yorka. V roce 1976 navíc nafotila sérii snímků, z nichž se fotografie v jednodílných červených plavkách stala nejprodávanějším plakátem pin-up všech dob. Její podíly z prodeje tohoto plakátu jí finančně vynesly více než honoráře za Charlieho andílky.

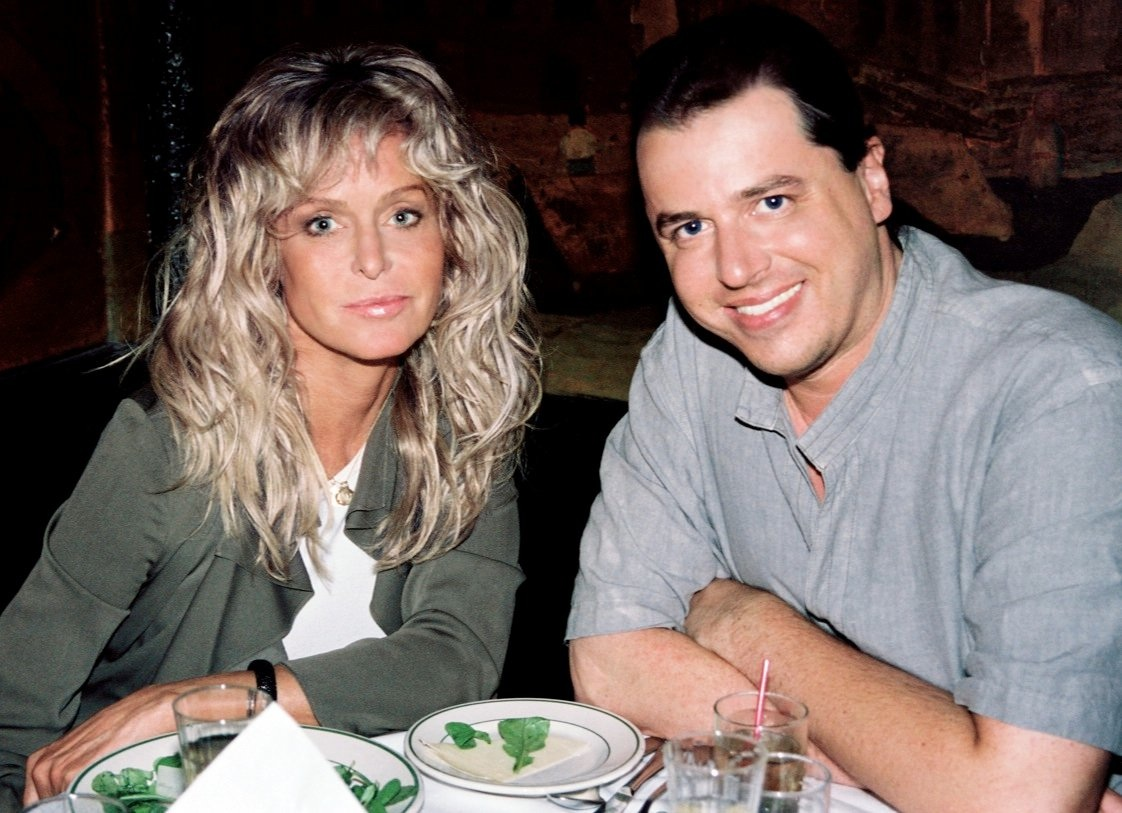
Farrah Fawcett s partnerem Craigem Neviusem, 2008

V letech 1976 až 1983 se objevila v řadě filmů, které nebyly úspěšné komerčně a nezískaly ani příznivé ohlasy kritiky (např. Saturn 3 či Tajný závod). V roce 1984 se objevila v dramatické roli týrané ženy ve filmu The Burning Bed. Příběh filmu se zakládal na skutečnosti a Fawcettová za roli získala tři nominace na cenu Emmy. Další nominaci, tentokrát na Zlatý globus získala v roce 1986 za roli ve filmové verzi divadelní hry Extremities pojednávající o ženě, které se ubrání sexuálnímu napadení a následně řeší psychické dilema pomsty.
Další nominace následovaly za roli Beate Klarsfeldové v Nazi Hunter: The Beate Klarsfeldová Story (nominace na Zlatý Glóbus) a za roli vražedkyně Diany Dowson v miniseriálu Small Sacrifices (nominace na Cenu Emmy a nominace na Zlatý Glóbus).
Během své kariéry v 70. a 80. letech Fawcettová odolávala nabídkám na to, aby se nechala fotografovat nahá. To skončilo v 90. letech, kdy se její fotografie objevily v časopise Playboy. Tohoto čísla se po celém světě prodaly 4 milióny kusů. V roce 1997, ve svých 50. letech se objevila v dokumentu Playboy: Farrah Fawcett, All of Me.
V roce 1997 hrála jednu z hlavních rolí ve filmu Roberta Duvalla Apoštol. Za roli manželky hlavního hrdiny v tomto filmu získala nominaci na Independent Spirit Award. V roce 2000 si zahrála po boku Richarda Gereho v Altmanově filmu Dr. T a jeho ženy. V tom samém roce byla v Los Angeles vystavena socha, pro kterou stála Fawcettová modelem.
V posledních letech se Fawcetová objevila například ve filmu Hollywoodské manželky či v televizních seriálech Ally McBealová a Spin City.

## Osobní život
V letech 1973–1982 byla Fawcettová provdaná za herce Leeho Majorse. V té době ke svému jménu připojovala příjmení Majors.
Od roku 1982 až do své smrti Fawcettová udržovala vztah s hercem Ryanem O'Nealem. Z toho vztahu se v roce 1985 narodil syn Redmond. V roce 2001 zemřela na rakovinu plic Diane Fawcettová, starší Farrahina sestra; matka zemřela v březnu 2005.

### Rakovina
V roce 2006 byla Fawcettové diagnostikována rakovina konečníku a tlustého střeva. Díky následnému chirurgickém zákroku a prodělané chemoterapii bylo onemocnění vyléčeno. Ale za necelé čtyři měsíce u ní byl v tlustém střevě objeven maligní polyp. Navrženou kolostomii Fawcettová odmítla a v Německu se podrobila léčbě, která byla v tisku popsána jako alternativní či agresivní.
V dubnu 2009 byla převezena zpět do USA (původní zprávy o bezvědomí a kritickém stavu se ukázaly jako přehnané). Krátce nato byla zveřejněna informace, že rakovina u ní metastazovala do jater. To Fawcettová popřela s tím, že bolesti jsou následkem břišního hematomu, který si přivodila neopatrným řízením auta. 9. dubna byla z nemocnice propuštěna.
7. května byl její stav prohlášen za kritický a navštívili ji její syn a 91letý otec.
15. května byl o ní na NBC odvysílán dvouhodinový dokument, který v premiéře sledovalo téměř 9 milionů diváků.
V červnu požádal Farrah Fawcettovou její dlouholetý partner Ryan O'Neal o ruku (nikdy nebyli manželé). Ona souhlasila s tím, že ano si řeknou, jakmile to bude možné.

### Smrt
Fawcettová zemřela ráno 25. června na jednotce intenzivní péče v kalifornské Santa Monice. Ten samý den zemřel i Michael Jackson.

## Filmografie

### Filmové role
| Rok  | Název                                      | Role               | Poznámky                   |
| ---- | ------------------------------------------ | ------------------ | -------------------------- |
| 1969 | Love Is a Funny Thing                      | Patricia           |                            |
| 1970 | Myra Breckinridge                          | Mary Ann Pringle   |                            |
| 1976 | Loganův běh (Logan's Run)                  | Holly              | jako Farrah Fawcett-Majors |
| 1978 | Somebody Killed Her Husband                | Jenny Moore        | jako Farrah Fawcett-Majors |
| 1979 | An Almost Perfect Affair                   | Sama sebe          |                            |
| 1979 | Sunburn                                    | Ellie              |                            |
| 1980 | Saturn 3                                   | Alex               |                            |
| 1981 | The Cannonball Run                         | Pamela Glover      |                            |
| 1986 | Extremities                                | Marjorie           |                            |
| 1989 | See You in the Morning                     | Jo Livingstone     |                            |
| 1995 | Man of the House                           | Sandy Archer       |                            |
| 1997 | Apoštol (The Apostle)                      | Jessie Dewey       |                            |
| 1997 | The Lovemaster                             | Craig's Dream Date |                            |
| 1997 | Playboy: Farrah Fawcett, All of Me         | Sama sebe          |                            |
| 1998 | The Brave Little Toaster Goes to Mars      | Faucet             | (hlas)                     |
| 2000 | The Flunky                                 | Sama sebe          |                            |
| 2000 | Dr. T & jeho ženy (Dr T and the Women)     | Kate               |                            |
| 2004 | The Cookout                                | Paní Crowleyová    |                            |
| 2008 | A Wing & a Prayer: Farrah's Fight for Life | Sama sebe          | (dokumentární)             |

## Televizní role
| Rok       | Název                                           | Role                      | Poznámky                                                     |
| --------- | ----------------------------------------------- | ------------------------- | ------------------------------------------------------------ |
| 1969      | Mayberry R.F.D.                                 | Tanečnice #1              | (1 epizoda)                                                  |
| 1969      | I Dream of Jeannie                              | Cindy Tina                | "See You in C-U-B-A" "My Sister the Home Wrecker"            |
| 1969      | Three's a Crowd                                 | Hitchhiker                | Televizní film                                               |
| 1969–1970 | The Flying Nun                                  | Miss Preem Lila           | "Armando and the Pool Table" "Marcello's Idol"               |
| 1970      | The Young Rebels                                | Sarah                     | "Dangerous Ally"                                             |
| 1970      | The Partridge Family                            | Pretty Girl               | "The Sound Of Money"                                         |
| 1971      | Owen Marshall: Counselor at Law                 | Tori Barbour              | "Burden of Proof" "Shadow of a Name"                         |
| 1971      | The Feminist and the Fuzz                       | Kitty Murdock             |                                                              |
| 1971      | Inside O.U.T.                                   | Pat Boulion               | (unsold pilot)                                               |
| 1973      | The Girl with Something Extra                   | Carol                     | "How Green Was Las Vegas"                                    |
| 1973      | The Great American Beauty Contest               | T.L. Dawson               |                                                              |
| 1973      | Of Men and Women                                | Young Actress             | (část "The Interview")                                       |
| 1974      | Apple's Way                                     | Jane Huston               | "The First Love"                                             |
| 1974      | Marcus Welby, M.D.                              | Laura Foley               | "I've Promised You a Father: Díl 1"                          |
| 1974      | McCloud                                         | Gloria Jean               | "The Colorado Cattle Caper"                                  |
| 1974–1976 | Harry O                                         | Sue Ingham                | Tatáž postava (8 epizod)                                     |
| 1974–1976 | The Six Million Dollar Man                      | Major Kelly Wood          | (4 epizody)                                                  |
| 1975      | The Girl Who Came Gift-Wrapped                  | Patti                     |                                                              |
| 1975      | Murder on Flight 502                            | Karen White               | jako Farrah Fawcett-Majors                                   |
| 1975      | (S.W.A.T.                                       | Miss New Mexico           | "The Steel-Plated Security Blanket" as Farrah Fawcett-Majors |
| 1976–1980 | Charlieho andílci (Charlie's Angels)            | Jill Munroe               |                                                              |
| 1981      | Murder in Texas                                 | Joan Robinson Hill        |                                                              |
| 1984      | The Red-Light Sting                             | Kathy                     |                                                              |
| 1984      | The Burning Bed                                 | Francine Hughes           |                                                              |
| 1986      | Between Two Women                               | Val Petherton             |                                                              |
| 1986      | Nazi Hunter: The Beate Klarsfeld Story          | Beate Klarsfeld           |                                                              |
| 1987      | Poor Little Rich Girl: The Barbara Hutton Story | Barbara Hutton            |                                                              |
| 1989      | Margaret Bourke-White                           | Margaret Bourke-White     |                                                              |
| 1989      | Small Sacrifices                                | Diane Downs               |                                                              |
| 1989      | Good Sports                                     | Gayle Roberts             | (2 episodes)                                                 |
| 1992      | Criminal Behavior                               | Jessica Lee Stubbs        |                                                              |
| 1994      | The Substitute Wife                             | Pearl                     |                                                              |
| 1995      | Children of the Dust                            | Nora Maxwell              | (minisérie)                                                  |
| 1996      | Dalva                                           | Dalva Northridge          |                                                              |
| 1997      | Johnny Bravo                                    | Farrah Fawcett / Old Lady | (hlas)                                                       |
| 1999      | Silk Hope                                       | Frannie Vaughn            |                                                              |
| 1999      | Ally McBeal                                     | Robin Jones               | "Changes"                                                    |
| 2000      | Baby                                            | Lily Malone               |                                                              |
| 2001      | Jewel                                           | Jewel Hilburn             |                                                              |
| 2001      | Všichni starostovi muži (Spin City)             | Judge Claire Simmons      | (4 epizody)                                                  |
| 2002–2003 | The Guardian                                    | Mary Gressler             | (4 epizody)                                                  |
| 2003      | Hollywood Wives: The New Generation             | Lissa Roman               | Televizní film                                               |
| 2005      | Chasing Farrah                                  | Sama sebe                 | (7 epizod)                                                   |
| 2009      | Farrah's Story                                  | Sama sebe                 | jako výkonná producentka                                     |

## Ocenění

### Zlatý Glóbus
- 1977 - nominace za nejlepší TV herec za sérii Charlieho andílci
- 1985 - nominace za nejlepší herecký výkon za The Burning Bed
- 1987 - nominace za nejlepší herecký výkon za Nazi Hunter: The Beate Klarsfeld Story
- 1987 - nominace za nejlepší herecký výkon za Extremities
- 1988 - nominace za nejlepší herecký výkon za Poor Little Rich Girl: The Barbara Hutton Story
- 2000 - nominace za nejlepší herecký výkon za Small Sacrifices[6]

### Cena Emmy
- 1985 - nominace za roli ve filmu The Burning Bed
- 1990 - nominace za roli ve filmu Small Sacrifices
- 2003 - nominace za roli ve filmu The Guardian[6]